# Vallcarca (metrostation)
Vallcarca is een metrostation aan Lijn 3 (groene lijn) van de metro van Barcelona in de Vallcarca i els Penitents buurt in het district Gràcia. De opening van deze lijn was in 1985 toen het gedeelte Lesseps-Montbau van de lijn werd geopend. Dit station ligt onder Avinguda de l'Hospital Militar tussen Carrer de l'Argentera en de Vallcarca brug. Het heeft ingangen vanaf de Avinguda de la República Argentina en de Carrer de Gomis. De perrons zijn 93 meter lang.

## Omgeving
Vanaf metrostation Vallcarca kan Parc Güell te voet bereikt worden. 